# Оксид германия(II)
Оксид германия(II) — бинарное неорганическое соединение полуметалла германия и кислорода с формулой GeO, серо-чёрные кристаллы, слабо растворимые в воде.

## Получение
- Конпропорционирование германия и оксида германия(IV):

{\displaystyle {\mathsf {Ge+GeO_{2}\ {\xrightarrow {850^{o}C}}\ 2GeO}}}
- Прокаливанием гидроксида германия(II):

{\displaystyle {\mathsf {Ge(OH)_{2}\ {\xrightarrow {850^{o}C}}\ GeO+H_{2}O}}}
- Восстанавливая оксид германия(IV) магнием или оксидом углерода:

{\displaystyle {\mathsf {GeO_{2}+Mg\ {\xrightarrow {800^{o}C}}\ GeO+MgO}}}
{\displaystyle {\mathsf {GeO_{2}+CO\ {\xrightarrow {800^{o}C}}\ GeO+CO_{2}}}}

## Физические свойства
Оксид германия(II) образует серо-чёрные кристаллы, которые плохо растворимы в воде.

## Химические свойства
- При нагревании диспропорционирует:

{\displaystyle {\mathsf {2GeO\ {\xrightarrow {500^{o}C}}\ GeO_{2}+Ge}}}
- При нагревании на воздухе окисляется:

{\displaystyle {\mathsf {2GeO+O_{2}\ {\xrightarrow {400^{o}C}}\ 2GeO_{2}}}}
- Незначительно растворяется в воде с образованием германиевой кислоты:

{\displaystyle {\mathsf {GeO+H_{2}O\ {\xrightarrow {}}\ H_{2}GeO_{2}}}}
Образующуюся германиевую кислоту можно описать и как гидроксид германия (Ge(OH)2) 
- Легко окисляется, например перекисью водорода:

{\displaystyle {\mathsf {GeO+H_{2}O_{2}\ {\xrightarrow {}}\ GeO_{2}+H_{2}O}}}

## Другие свойства
Предельно допустимая концентрация оксида германия в РФ не установлена (для германия и диоксида германия - 2 мг/м3). По данным это вещество может быть ототоксично.